# Ашуров, Иргаш
Иргаш Ашурович Ашуров (узб. Ergash Ashurov; 1917, Андижан, Андижанский уезд, Ферганская область, Туркестанский край, Российская империя — 5 мая 1992, Андижан, Андижанская область, Узбекистан) — советский узбекский государственный и партийный деятель. Первый секретарь Андижанского обкома КП Узбекистана (1961—1963).

## Биография
Член ВКП(б) с 1944 г. Окончил Ферганский педагогический институт.
- 1935—1944 гг. — заведующий клубом, учитель неполной средней школы, преподаватель педагогического училища, заведующий учебной частью средней школы, заместитель заведующего областным отделом народного образования,
- 1944—1947 гг. — на комсомольской работе,
- 1947—1950 гг. — первый секретарь Андижанского областного комитета ЛКСМ Узбекистана,
- 1950—1951 гг. — заведующий Андижанским областным отделом народного образования,
- 1951—1952 гг. — секретарь Андижанского областного комитета КП(б) Узбекистана,
- 1952—1955 гг. — председатель исполнительного комитета Андижанского областного Совета,
- 1955 г. — заведующий Отделом административных и торгово-финансовых органов Андижанского областного комитета КП Узбекистана,
- 1955—1961 гг. — первый секретарь Андижанского городского комитета КП Узбекистана,
- 1961—1963 гг. — первый секретарь Андижанского областного комитета КП Узбекистана,
- 1963—1974 гг. — заместитель председателя Исполнительного комитета областного Совета, председатель Исполнительного комитета областного Совета, управляющий Андижанским областным трестом «Колхозстрой»
- 1974-? — председатель Государственно-кооперативного объединения СМ Узбекской ССР по строительству в колхозах.

Депутат Совета Национальностей Верховного Совета СССР 6 созыва от Узбекской ССР.